# Colegio St George (Harare)
El Colegio St George  o Colegio de San Jorge (en inglés: St George's College) es una escuela privada católica para varones con sede en Harare, Zimbabue. Es reconocida como una de las mejores escuelas secundarias de África. El lema de la escuela, en latín, es, Ex Fide Fiducia (De la fe viene la confianza). Podría decirse que representa la educación formal más antigua establecida en Zimbabue, junto con su institución hermana la escuela secundaria del Convento Dominico. La escuela es exclusiva para varones, básicamente adolescentes jóvenes. En la década de 1990, se permitió a las mujeres jóvenes del Convento de los Dominicos que se inscribieran para los años senior.